# ドラバラZONE
『ドラバラZONE』（ドラバラゾーン）は、日本テレビで2007年10月1日から2008年3月28日まで平日の13:55 - 15:50（JST）に放送していた再放送枠のレーベル名である。
2007年12月28日まではテレビ信州でも同時ネットされていた。

## 概要
2007年9月28日に終了したワイドショー番組『ザ・ワイド』の後を受けて立ち上げられた。この時間帯に日本テレビが再放送枠を組むのは『2時のワイドショー』（読売テレビ(ytv)制作）開始直前の1979年3月以来28年半ぶりで、この名の通り、今まで放送されたテレビドラマやバラエティ番組などの再放送および番組宣伝を中心に2時間にわたって放送された。
公式サイトでは“ドラバラ”と明記されており、姉妹番組『ドラバラPLUS』と同じ括りという扱いとなっている。なお、2007年9月まで火 - 木曜日の16時台に放送されていた『Dパラダイス』（再放送枠）の事実上の枠移動・拡大・平日全曜日対応番組とも言える。
本番組の構成としては、毎回2話ずつの放送の予定となっていて、14時台（13:55 - 14:55）を第1部、15時台（14:55 - 15:50）を第2部としている。ただし、新番組・新ドラマ・特別番組の番宣などにより1話のみ、またはその日の放送がないパターンもある。また、本番組を含む枠はローカルセールス枠となっていた。『ザ・ワイド』では提供スポンサーを流していたが、本番組のCMは全てスポット(PT)で、全編ローカルセールスとなっていた。
祝日は全国ネットで特別番組を放送したため、休止された。
再放送にもかかわらず次回予告も設置されていた。

### ネット局の対応
『ザ・ワイド』を放送していた日本テレビおよびテレビ信州以外の系列局26局では、本番組のネットを一切実施せず（独自で14・15時台の2時間編成の再放送枠を新設した局も一切なし）、準キー局である読売テレビ制作『情報ライブ ミヤネ屋』（従来関西ローカルで放送されていた番組）を一部、もしくは全編ネットしていた。
ここでは、ドラマの再放送を行っている系列局の対応について述べる。
- 札幌テレビ(STV) - 2007年10月から『ミヤネ屋』を14:55で飛び降りた後に『ゴゴドラ!』（14:55 - 15:48）という再放送枠を持っていたが、2008年2月8日に打ち切り（再放送中だった『バンビ〜ノ!』の残りの回は土・日曜日で集中的に放送した）、同月11日からは14:55まで放送していた『ミヤネ屋』を15:48までネットしている。
- 読売テレビ(ytv) - 2007年10月6日から年末年始を除く毎週土曜日の11:55 - 13:50枠に本枠で再放送した作品を順序を変えて再放送している。全話数が奇数回となる作品に関しては時間枠を延長することもある。
- テレビ岩手(TVI) - 2007年10月より毎週土曜日午前11:50 - 12:45枠に毎週1話ずつ本放送枠の番組が放送されている（不定期で休止となる場合がある）。
- 中京テレビ(CTV) - 2008年2月2日より毎週土曜日13:30から新たに本放送枠の番組である『ハケンの品格』の再放送枠をスタートした。本放送枠の放送を続けた（週2話ペース）。
- 福井放送(FBC) - 本番組はネットしていなかったが、2007年10月から平日（日本テレビの特別番組がある時はなし）に14:55まで『ミヤネ屋』を放送し、15:00からドラマを再放送していた（放送内容としては日本テレビ系列のドラマはもちろん、テレビ朝日やTBS系列で放送されたドラマも放送している。）。なお2008年4月の改編より14:55までミヤネ屋/14:55 - 15:00までFBC・ANNニュース 15:00 - 16:00までTBSの愛の劇場（2 - 3週間遅れ）・曜日ごとのアニメを放送してから 16:00 - より放送。
- 広島テレビ(HTV) - 2008年から土曜午後枠で副音声解説付きで『ごくせん2』『喰いタン』などを再放送している。

### 視聴率のガタ落ち
若年層視聴者を獲得することを目的に新設された番組ではあったが、『ザ・ワイド』視聴者がTBS『2時っチャオ!』へ流れてしまい、フジテレビが放送している同じく再放送枠の裏番組『チャンネルα』やテレビ朝日のドラマ・サスペンスにも歯が立たず、視聴率は1 - 2%とガタ落ちしていて、『ザ・ワイド』を放送していた時よりも大幅に悪くなった。
2007年末に関東地区で集中再放送された『ごくせん』は15%前後の高視聴率を取っていた。

### わずか半年で終了
上記の視聴率低迷などから本番組も打ち切りが決定し、本番組が開始されてから多くの日本テレビ系列局で放送されている『情報ライブ ミヤネ屋』（以下、ミヤネ屋）が日本テレビでも2008年3月31日から13:55から1時間だけの飛び降り扱いで放送することになった。合わせて、『ミヤネ屋』の14時台はネットセールス化され、クロスネットの都合で『ザ・ワイド』を放送していなかったテレビ大分とテレビ宮崎を除いて、全国ネットとなった。また、月～木曜日の16時台に放送されていた『くちコミ☆ジョニー!』も打ち切り、15・16時台に新たに関東ローカルで『アナ☆パラ』を放送することになった。
金曜日に関しては当初、本番組を続行する予定だったが、14時台を『ミヤネ屋』、15時台を新たに『ドラバラPUSH』という宣伝番組が放送されることになったため、同月28日をもって本番組は終了となった。
なお、現在は日本テレビでも『ミヤネ屋』がフルネットされている。
テレビ信州についても、2007年12月28日まで本番組をネット打ち切りとし、2008年1月7日から後番組として『ミヤネ屋』を放送している。なお、テレビ信州が同時ネットを行った経緯については、当時長野県のケーブルテレビにおける地上デジタルテレビ放送での在京キー局の再送信を認めるか認めないかで話が揉めており、在京キー局（日本テレビ）再送信に反対するテレビ信州側が日本テレビと同一の番組編成（本番組の同時ネット）とすることで対抗したとする説がある。

## 放送された作品

### 放送中ドラマの再放送
前週に日本テレビ系列で放送されたドラマの各話を再放送した。火・水・金曜の第2部にて放送されたが、稀に第1部に放送する場合もあった。また、初回と最終回の拡大版は放送時間を拡大して放送する場合必ず第1部で放送した。データ放送は行っていなかった。
2007年10月クールについてはこれが必ずしも当夜（または翌夜）の本放送の視聴率向上に寄与しなかったこともあり、2008年1月いっぱいでこの形態はなくなっている。
- 火曜：火曜ドラマ
- 水曜：水曜ドラマ
- 金曜：土曜ドラマ

### 過去のドラマのアンコール（上記以外の時間に放送）
過去に日本テレビ系列で放送されたドラマを再放送した。なお、全ての作品で副音声解説が実施された（アイパートナーは石丸博也）。初回と最終回の拡大版は一部分をカットして放送していた。2008年1月までは月・木曜は2話連続再放送し（1話だけの場合もあった）、火・水・金曜は第1部にて放送していたが、2月以降は基本的に2話連続放送となった。

#### ドラマの放送ラインナップ
カッコ内は再放送したそのドラマの放送開始日 - 放送終了日を表している。

##### 2007年
この年のみテレビ信州でも放送していた。
- ハケンの品格（2007年1月10日 - 3月14日 水曜ドラマ）（10月1日 - 16日）
- 14才の母（2006年10月11日 - 12月20日 水曜ドラマ）（10月18日 - 31日）
- anego[アネゴ]（2005年4月20日 - 6月22日 水曜ドラマ）（11月1日 - 12日）
- 喰いタン（2006年1月14日 - 3月11日 土曜ドラマ）（11月13日 - 26日）
- 喰いタン2（2007年4月14日 - 6月23日 土曜ドラマ）（11月26日 - 12月7日）
- あいのうた（2005年10月12日 - 12月14日 水曜ドラマ）（12月10日 - 19日）

##### 2008年
- 野ブタ。をプロデュース（2005年10月15日 - 12月17日 土曜ドラマ）（1月7日 - 17日）
- バンビ〜ノ!（2007年4月18日 - 6月27日 水曜ドラマ）（1月21日 - 30日）
- 星の金貨（1995年4月12日 - 7月12日 水曜ドラマ）（1月31日 - 2月8日）
- 続・星の金貨（1996年10月18日 - 12月25日 水曜ドラマ）（2月12日 - 20日）
- たったひとつの恋（2006年10月14日 - 12月16日 土曜ドラマ）（2月21日 - 27日）
- ホタルノヒカリ（2007年7月11日 - 9月12日 水曜ドラマ）（2月28日 - 3月5日）
- 受験の神様（2007年7月14日 - 9月22日 土曜ドラマ）（3月6日 - 12日）
- 探偵学園Q（2007年7月3日 - 9月11日 火曜ドラマ）（3月13日 - 21日）
- ごくせん第2シリーズ（2005年1月15日 - 3月19日 土曜ドラマ）（3月24日 - 28日）

このドラマ終了後に土曜ドラマで第3シリーズが放送されている。

### バラエティの再放送
この番組は“ドラバラZONE”という名前だったが、ドラマに比べてバラエティの再放送は少なかった。過去の作品が集中的に再放送されたのは2007年12月31日の「絶対に笑ってはいけない病院」を前に『ダウンタウンのガキの使いやあらへんで!!』が数日間に渡って放送された程度だった。
その他に放送された番組は次の通りである。
- 秘密のケンミンSHOW（第2回の前に第1回を再放送）
- 太田光の私が総理大臣になったら…秘書田中。（本放送時に採決をしなかった外国人参政権の回を30分に再編集。また、年金について取り上げた回も再放送された）
- 1億人の大質問!?笑ってコラえて!（足立ディレクターの南米編のVTR部分を再編集）
- オジサンズ11
- ヤッターマン

など。

## 特別番組
『ドラバラZONE』としてでの放送ではない（2007年9月まで16:00 - 17:25枠で放送されていた単発特番を事実上移動した形）ものの参考として記載する。なお、非ネット局で放送している『ミヤネ屋』は全編休止もしくは放送時間が短縮された。また、平日にも放送していた日があった。
- カラダ年齢ダービー・アナタのカラダ、ホントは何歳?（2007年10月8日 13:55 - 14:50〈一部地域のみ〉）
- 日本作曲家協会50周年記念特別番組 熱唱!歌謡曲の祭典（2007年11月23日 13:55 - 16:25） - 『ドラバラPLUS』も休止していた。ただし、日本海テレビでは全国高等学校サッカー選手権大会鳥取県大会決勝を中継したため翌12月22日の13:00 - 15:25に放送した。
- TOYOTAプレゼンツ FIFAクラブワールドカップ・サッカークラブ世界一への道!（2007年12月10日 - 14日 13:55 - 14:00）
- 未来報道2007 ニッポン新HERO伝説スペシャル（読売テレビ制作、2007年12月24日 13:55 - 15:20）
- 草野仁&北陽のドバイ都市伝説ツアー（2008年1月4日 13:55 - 14:55）
- ルノワール+ルノワール～2人の天才が愛した女性～（2008年2月11日 13:55 - 15:20）
- ダスキンスペシャル ザ・仰天!エドロジー～MOTTAINAIは江戸の華～（読売テレビ制作、2008年3月20日 13:55 - 14:50）